# Francesco Contarini
Francesco Contarini, död 1624, var en venetiansk doge. Han var regerande doge av Venedig 1623–1624.